# مايك غاريت (لاعب كرة قدم أمريكية)
مايك غاريت (بالإنجليزية: Mike Garrett) هو لاعب كرة قدم أمريكية أمريكي، ولد في 12 أبريل 1944 في لوس أنجلوس في الولايات المتحدة.

## وصلات خارجية
- مايك غاريت على موقع مرجع كرة القدم المحترفة.كوم (الإنجليزية)
- مايك غاريت على موقع قاعة كاليفورنيا للمشاهير الرياضية (الإنجليزية)
- مايك غاريت على موقع إن إن دي بي (الإنجليزية)